# نوتوسوكيا
النوتوسوكيا هي رتيبة جندوانية من أشباه التمساحيات عاشت خلال العصرين الجوراسي والطباشيري. تم العثور على حفرياتها في أمريكا الشمالية وأفريقيا وآسيا وأوروپا.